# 직접공기포집
직접공기포집(Direct air capture, DAC)은 주변 공기에서 이산화 탄소를 직접 추출하기 위해 화학적 또는 물리적 공정을 사용하는 것이다. 추출된 CO2가 안전한 장기 스토리지(DACCS, 직접 공기 탄소 포집 및 격리라고 함)에 격리되면 전반적인 프로세스는 이산화탄소 제거를 달성한다.
이산화 탄소(CO2)는 주변 공기에서 직접 포집된다. 이는 시멘트 공장이나 바이오에너지 플랜트와 같은 점오염원에서 CO2를 포집하는 탄소 포집 및 저장(CCS)과 대조된다. 포집 후 DAC는 탄소 중립 연료의 격리, 활용 또는 생산을 위해 농축된 CO2 흐름을 생성한다. 이산화탄소 제거는 주변 공기가 일반적으로 수성 알칼리성 용매 또는 흡착제와 같은 화학 매체와 접촉할 때 달성된다. 이러한 화학 매체는 이후 에너지(즉, 열)를 적용하여 CO2를 제거하여 탈수 및 압축을 겪을 수 있는 CO2 스트림을 생성하는 동시에 재사용을 위해 화학 매체를 재생한다.
CO2의 장기 저장과 결합된 DAC는 직접 공기 탄소 포집 및 저장(DACCS 또는 DACS)으로 알려져 있다. CO2 포집 1몰당 약 400kJ의 에너지가 필요하므로 전력을 공급하려면 지속 가능한 에너지가 필요하다. DACCS는 이산화탄소 제거 메커니즘 역할을 할 수 있지만 2023년 현재 아직 배출권 거래에 통합되지 않았다. 1000달러가 넘는 이산화탄소 톤당 비용이 탄소 가격의 몇 배이기 때문이다.
DAC는 1999년에 제안되었으며 현재도 개발 중이다. 유럽과 미국에는 여러 상업용 공장이 계획되어 있거나 운영 중이다. 경제적 적용이나 정책적 인센티브와 연계되면 대규모 DAC 구축이 가속화될 수 있다.
공장과 같은 점오염원에서 배출되는 탄소를 포집하는 CCS(탄소 포집 및 저장)와 달리 DAC는 대기 중 이산화탄소 농도를 전체적으로 줄인다. 따라서 CCS는 분산되고 이동 가능한 CO2 배출원보다는 크고 고정된 CO2 배출원에 권장된다. 반면 DAC는 오염원에 제한이 없다.